# Laxativ

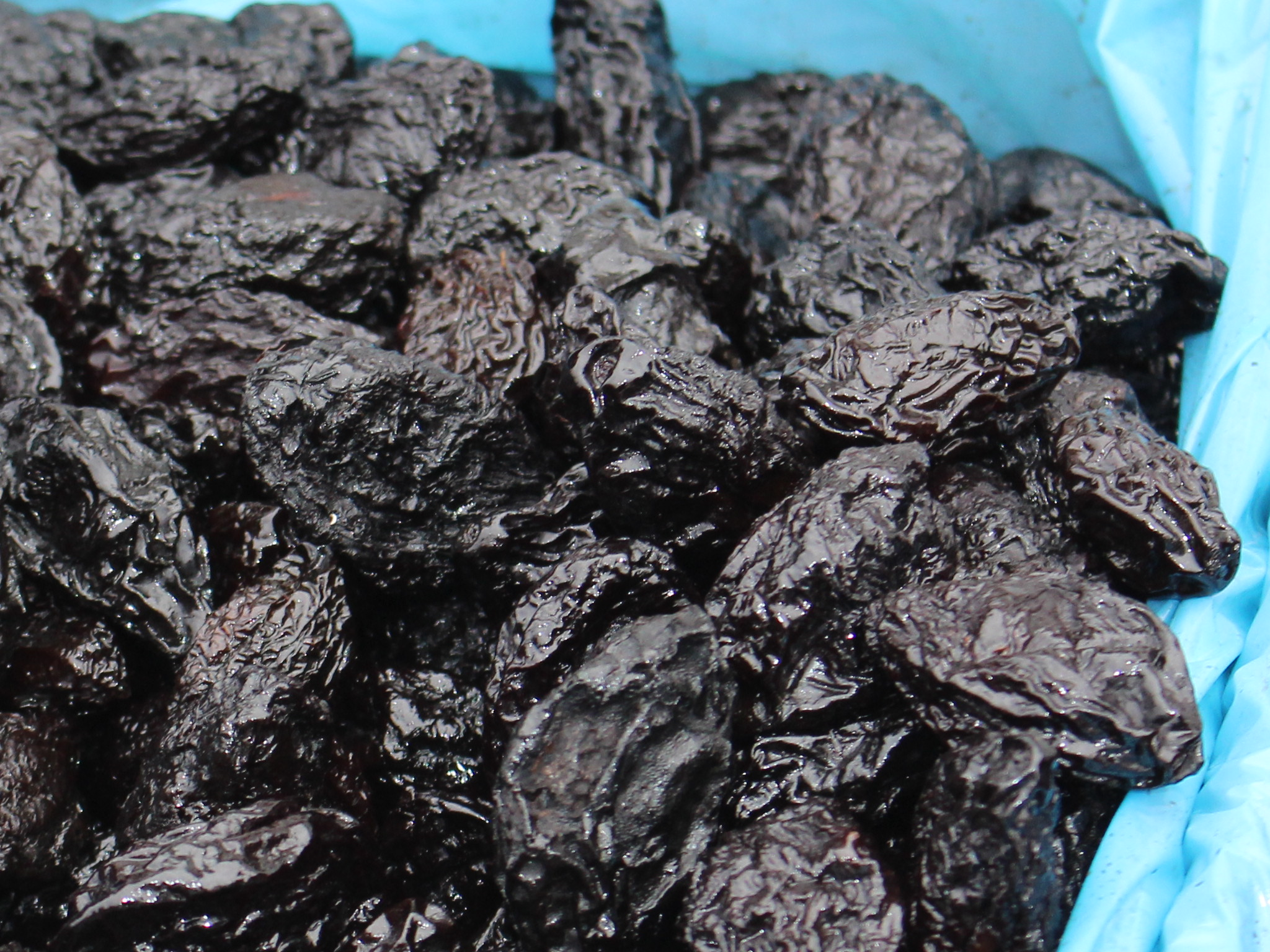
Prunele uscate, unele dintre cele mai cunoscute laxative naturale

Laxativele, cunoscute și sub numele de purgative sau aperiente, sunt substanțe care produc evacuarea conținutului intestinal prin stimularea motilității intestinale. Sunt folosite în tratamentul constipației cronice datorată încetinirii tranzitului intestinal. Mecanismele de acțiune ale multor laxative nu sunt pe deplin cunoscute datorită factorilor complecși care afectează funcția colonului. Cu toate acestea, au fost identificate trei mecanisme generale: retenția de lichid în conținutul colonului, mărind astfel volumul bolului fecal; efectele directe sau indirecte asupra mucoasei colonului pentru a reduce absorbția netă a apei și a NaCl; și stimularea motilității intestinale. Pentru clasificarea acestora există mai multe opțiuni. Laxativele pot fi grupate după clasa chimică (zaharuri și alcooli ai zahărului, polizaharide neabsorbabile, acizi biliari, acizi grași hidroxilați, săruri anorganice, molecule cu structură antranoidă, derivați ai difenilmetanului), după locul de acțiune (intestin subțire, intestin gros, întreg tractul intestinal), după modul de acțiune (agenți de formare a bolului fecal, lubrifianți, osmotice, stimulente/iritanți), după intensitatea efectului (laxative, cathartice, purgative) sau după origine (naturale, sintetice). Laxativele pot fi administrate oral sau rectal.